# Liste der Einträge im National Register of Historic Places im Weakley County

Lage des Weakley Countys in Tennessee

Die Liste der Einträge im National Register of Historic Places im Weakley County in Tennessee führt die Bauwerke und historischen Stätten im Weakley County auf, die in das National Register of Historic Places aufgenommen wurden.

## Derzeitige Einträge
| [ 2 ] | Name                                | Bild                          | Eintragsdatum        | Lage                                                   | Ort        | Beschreibung |
| ----- | ----------------------------------- | ----------------------------- | -------------------- | ------------------------------------------------------ | ---------- | ------------ |
| 1     | Dr. Robert W. Bandy House           |                               | 1984 ID-Nr. 84003726 | College Street 36° 12′ 45″ N, 88° 36′ 48″ W            | Gleason    |              |
| 2     | William Parker Caldwell House       | William Parker Caldwell House | 1979 ID-Nr. 79002485 | Abseits der TN 22 36° 21′ 55″ N, 88° 53′ 37″ W         | Martin     |              |
| 3     | Cary Lawn                           |                               | 1992 ID-Nr. 92000779 | 321 Linden Street 36° 17′ 16″ N, 88° 42′ 18″ W         | Dresden    |              |
| 4     | First Christian Church              |                               | 2002 ID-Nr. 02001338 | College Street 36° 12′ 46″ N, 88° 36′ 49″ W            | Gleason    |              |
| 5     | Ivandale                            | Ivandale                      | 1982 ID-Nr. 82004067 | 115 North McCombs Street 36° 20′ 38″ N, 88° 50′ 49″ W  | Martin     |              |
| 6     | W.T. Lawler House                   |                               | 1982 ID-Nr. 82004068 | 229 University Street 36° 20′ 34″ N, 88° 51′ 24″ W     | Martin     |              |
| 7     | Marshalldale                        |                               | 1982 ID-Nr. 82004069 | 115 Ryan Avenue 36° 20′ 12″ N, 88° 50′ 57″ W           | Martin     |              |
| 8     | Capt. William Sims House            |                               | 1982 ID-Nr. 82004066 | Route 2, Liberty Road 36° 12′ 13″ N, 88° 42′ 26″ W     | Greenfield |              |
| 9     | University Street Historic District |                               | 1996 ID-Nr. 96000750 | 225-248 University Street 36° 20′ 35″ N, 88° 51′ 23″ W | Martin     |              |
| 10    | US Post Office                      |                               | 1996 ID-Nr. 96000751 | 100 Main Street 36° 20′ 37″ N, 88° 50′ 21″ W           | Martin     |              |
| 11    | Varsity Theatre                     |                               | 2010 ID-Nr. 10000464 | 104 Oxford Street 36° 20′ 36″ N, 88° 51′ 5″ W          | Martin     |              |

## Frühere Einträge
| [ 2 ] | Name    | Bild | Eintragsdatum        | Lage                                                 | Ort     | Beschreibung                     |
| ----- | ------- | ---- | -------------------- | ---------------------------------------------------- | ------- | -------------------------------- |
| 1     | Oakland |      | 1982 ID-Nr. 82004065 | Kreuzung TN 22/TN 89 36° 17′ 4,9″ N, 88° 43′ 45,1″ W | Dresden | 2010 aus dem Register gestrichen |